# Mord na rodzinie Lubkiewiczów
Mord na rodzinie Lubkiewiczów – zbrodnia na trzech osobach narodowości polskiej – Leonie Lubkiewiczu, Mariannie Lubkiewicz, Stefanie Lubkiewiczu – dokonana 13 stycznia 1943 roku przez okupantów niemieckich we wsi Sadowne w obecnym powiecie węgrowskim.

## Wstęp
Żydzi przed II wojną światową stanowili ok. 40% mieszkańców gminy Sadowne. W 1938 r. w Sadownem mieszkało 265 Żydów, zaś w chwili wybuchu drugiej wojny światowej – 380. W trakcie wojny Żydzi zostali przymusowo przesiedleni do getta w Stoczku. W 1941 r. wymordowano większość z nich. Ci, którzy przeżyli, uciekli na wschód lub ukrywali się w okolicznych lasach.
1 września 1941 władze okupacyjne utworzyły obóz pracy Treblinka I, który przeznaczony był dla osób łamiących zarządzenia niemieckie. Trafiali tu głównie mieszkańcy okolicznych wsi. Przykładowe przyczyny osadzenia w obozie to niewywiązanie się z kontyngentu, podejrzenie o przechowywanie Żydów, niestawienie się do pracy. Obóz istniał do 23 lipca 1944 roku. Zginęło w nim ok. 10 tys. Polaków i Żydów z ok. 20 tys. osadzonych. Śmiertelność wynosiła więc około 50%. 23 lipca 1942 roku założono obóz zagłady Treblinka II dla ludności żydowskiej i romskiej. Do 19 sierpnia 1943, czyli do likwidacji obozu, Niemcy zamordowali w komorach gazowych ok. 900 tys. Żydów oraz kilka tysięcy Romów.
15 października 1941 roku Niemcy wprowadzili na terenie Generalnego Gubernatorstwa karę śmierci za pomoc lub udzielanie schronienia ludności żydowskiej. Tę decyzję poprzedziło przymusowe zamykanie Żydów w gettach, kłamliwe kampanie nienawiści, konfiskaty majątku oraz kontrybucje na rzecz okupanta. W marcu 1942 roku zaczęto likwidować getta, a ich mieszkańców wywozić do obozów zagłady.
Wieś Sadowne (pow. węgrowski) leżała na trasie pociągów transportujących ludność żydowską do obozu śmierci. Była oddalona od obozu zagłady w Treblince o 15 kilometrów.
W poszukiwaniu uciekinierów z transportów wysyłano tzw. ekspedycje karne z Treblinki. Jedna z takich ekspedycji przebywała w Sadownem w styczniu 1943 roku.

## Zaangażowanie w pomoc ludności żydowskiej
Leon Lubkiewicz (1884–1943) był piekarzem we wsi Sadowne. Zaopatrywał w chleb ludność żydowską ukrywającą się w okolicznych lasach.
Stanisław Lubkiewicz (29 lat), syn Leona, również pomagał w ten sposób ludności polskiej i żydowskiej we wsi Zieleniec (pow. węgrowski) leżącej nieopodal Sadownego. Na początku 1942 roku udało mu się uzyskać zezwolenie na wypiek tzw. chleba kontyngentowego, czyli chleba, który mogli nabywać Polacy za kartki żywnościowe. Wypiekanie chleba bez takiego zezwolenia było nielegalne. Niedługo potem Stanisław Lubkiewicz przeniósł się do Sadownego i wybudował tam własną piekarnię oddaloną od piekarni Leona Lubkiewicza o około 200 metrów.

## Przebieg wydarzeń
Dokładny przebieg wydarzeń znany jest z relacji naocznych świadków: Ireny Lubkiewicz (Kamińskiej), córki Leona i Marianny Lubkiewiczów oraz Stanisława Lubkiewicza. 13 stycznia 1943 roku we wsi Sadowne przebywała niemiecka ekspedycja karna, poszukując zbiegów z transportów do obozu zagłady Treblinka. Żołnierze z ekspedycji karnej zatrzymali dwie miejscowe Żydówki o nazwiskach Enzel i Czapkiewicz. Kobiety miały ze sobą bochenek chleba otrzymany od Leona Lubkiewicza. Niemcy wymusili na zatrzymanych ujawnienie tożsamości Leona Lubkiewicza, od którego otrzymały chleb, po czym je rozstrzelali. Następnie udali się do piekarza Leona Lubkiewicza i jego żony, których oskarżyli o udzielanie pomocy Żydom. Jednocześnie jeden z żandarmów poszedł do domu Stanisława Lubkiewicza. Ten zeznał, że wcześniej podarował Mariannie Lubkiewicz 3 bochenki chleba. Żandarm przyprowadził go do domu rodziców, by sprawdzić, czy Stanisław mówi prawdę. Okazało się, że w domu znajdują się jedynie 2 bochenki. Trzeci bochenek znaleziono przy wspomnianych Żydówkach. Oprawcy próbowali biciem zmusić Leona i Mariannę Lubkiewiczów do przyznania się do podarowania Żydówkom bochenka chleba. Śledztwo zakończyli późnym wieczorem. Żołnierz nazwiskiem Schultz pobił Irenę Kamińską (z domu Lubkiewicz) oraz groził zastrzeleniem Mariannie Lubkiewicz. Leon, Marianna i Stefan (25 lat) Lubkiewiczowie zostali rozstrzelani 13 stycznia 1943 roku około godziny 22.00. Stanisław Lubkiewicz został puszczony wolno, zaś Irena Lubkiewicz, została oszczędzona przez Niemców, ponieważ była niepełnoletnia. Została jednak dotkliwie pobita i doznała trwałego uszczerbku na zdrowiu. Po mordzie, żołnierze z ekspedycji karnej obrabowali dom Lubkiewiczów. Zabrali ok. 3 tony mąki, garnitury i sprzęt domowy, a z ciała Marianny Lubkiewicz zdjęli złotą biżuterię.
Ciała Leona, Marianny i Stefana Lubkiewiczów pozostawiono na widok publiczny po egzekucji.
14 stycznia 1943 roku zakopywano zwłoki zamordowanych członków rodziny Lubkiewiczów. W trakcie grzebania nieznany mieszkaniec wsi Sadowne przyprowadził żydowskie dziecko, które Niemcy zastrzelili na miejscu i pochowali wraz ze zwłokami Lubkiewiczów.

## Upamiętnienie

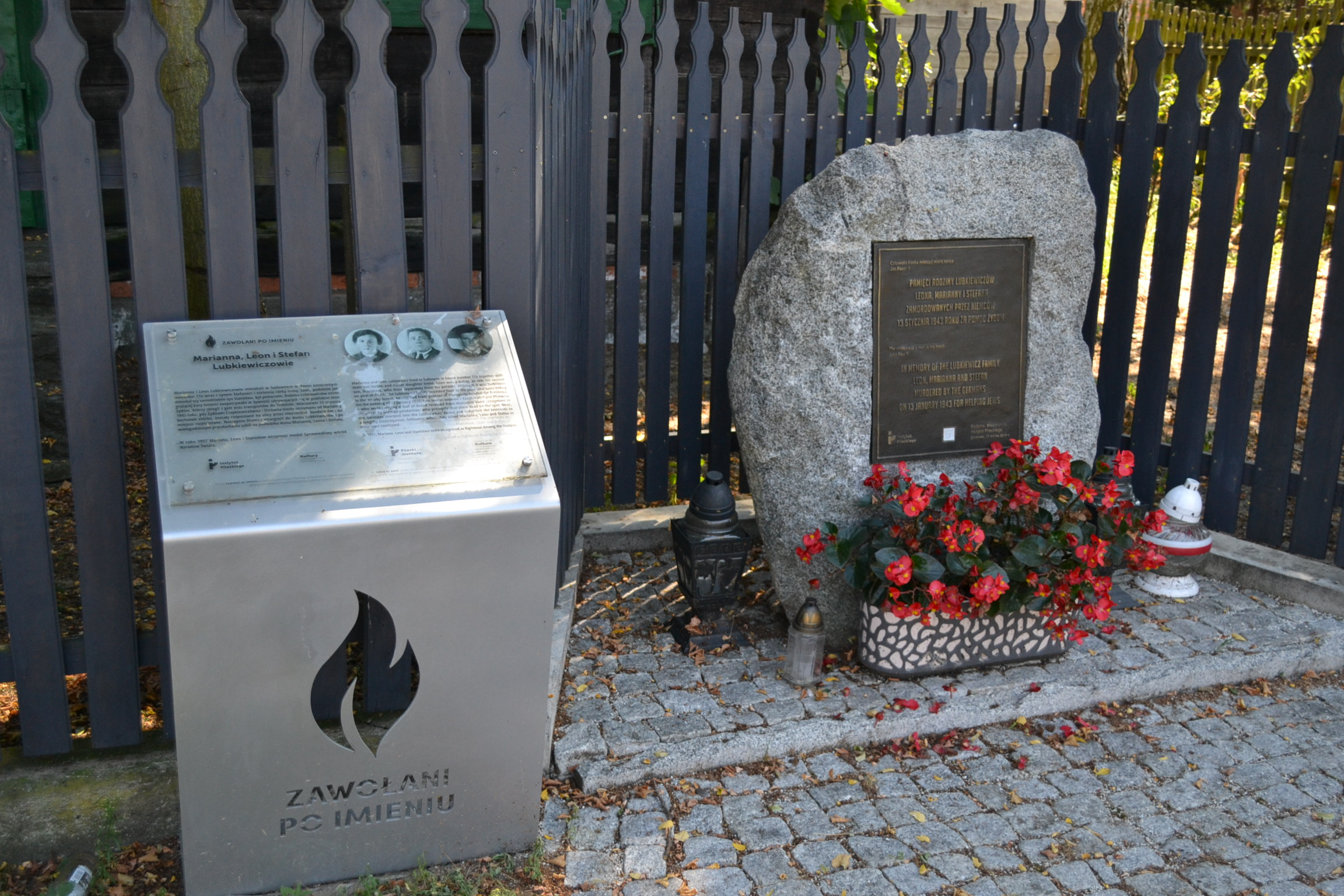
Pomnik upamiętniający rodzinę Lubkiewiczów.

- Leon, Marianna oraz ich syn Stanisław zostali w 1997 roku zaliczeni przez instytut Jad Waszem w poczet Sprawiedliwych wśród Narodów Świata[10][11].

- W lesie na obrzeżach miejscowości, po lewej stronie drogi do Sokółki znajduje się pomnik, ustawiony w miejscu egzekucji z czasów drugiej wojny światowej na którym napisano Cześć pamięci Żydów i Polaków, ofiar ludobójców hitlerowskich, zamordowanych w 1943 roku[12].
- Pamiątkowa tablica z napisem Pamięci rodziny Lubkiewiczów Leona, Marianny i Stefana zamordowanych przez Niemców 13 stycznia 1943 roku za pomoc Żydom[13] została umieszczona na kamieniu powstała w ramach projektu Instytutu Pileckiego "Zawołani po imieniu". Została uroczyście odsłonięta przez premiera Mateusza Morawieckiego 24 marca 2019 r.[14][15].